# فرانسیسکو کابایر
فرانسیسکو کابایر (اسپانیایی: Francisco Caballer‎; ۱۴ اکتبر ۱۹۳۲ – ۵ سپتامبر ۲۰۱۱) بازیکن هاکی روی چمن اهل اسپانیا بود.
وی در مسابقات کشوری و بین‌المللی در مجموع برندهٔ ۱ مدال برنز شده‌است.